# 鷹嶺ルイ
鷹嶺 ルイ（たかね ルイ、英: Takane Lui）は、日本のバーチャルYouTuber、バーチャルアイドル。ホロライブの6期生「秘密結社holoX」のメンバー（幹部）。

## 概要
誕生日は6月11日。身長161センチ。愛称は「ルイ姉」、「ルイルイ」など。
ゲーム配信の他、お悩み相談、競馬予想なども配信している。また、名物企画として、癒月ちょこと共に、料理でゲストをもてなすコラボ企画「りっちしょこら」がある。
キャラクターデザインはかかげ、Live2D制作はrariemonn、3Dモデル制作はuronがそれぞれ担当した。
ファンネームは「ルイ友」。

## 略歴
2021年
- 11月26日、Twitterにて初ツイート。
- 11月27日、YouTubeにて初配信を行いデビュー。
- 12月8日、YouTubeの収益化が解禁される。
- 12月14日、YouTubeのメンバーシップを解禁。

2022年
- 1月1日、お正月新衣装お披露目配信を実施。
- 6月21日、3Dモデルお披露目配信を実施。また、1曲目のオリジナルソング「オーバード」も公開。
- 8月10日、水着新衣装お披露目配信を実施。

2023年
- 3月21日、Youtube登録者数70万人突破。

2024年
- 11月16日、Youtubeの登録者数100万人を達成した。

## 主な出演

### ライブ・イベント
- 「hololive 4th fes. Our Bright Parade Supported By Bushiroad」DAY1（2023年3月18日、幕張メッセ）[19]
- Blue Journey 1st Live「夜明けのうた」（2023年9月13日、東京ガーデンシアター）[20]
- 「hololive 5th fes. Capture the Moment Supported By Bushiroad」（2024年3月16日 - 3月17日、幕張メッセ）[21][22]
- 「hololive GAMERS fes. 超超超超ゲーマーズ」（2024年5月26日、国立代々木競技場） - DAY2 ゲスト[23]
- 「hololive 6th fes. Color Rise Harmony」（2025年3月8日 - 3月9日、幕張メッセ）[24][25][26]
- 「hololive GAMERS fes. 超超超超ゲーマーズ2」（2025年7月5日・6日、さいたまスーパーアリーナ）- DAY1 ゲスト出演[27]

### インターネット番組
- ホロライブ × セガNET麻雀 MJ 「超越エキシビジョン」（2022年7月29日、YouTube[28]）
- ホロごえっ!（2024年4月 - 、ABEMA）[29]

### 雑誌
- 『VTuberスタイル』2022年8月号、アプリスタイル、2022年7月28日。ASIN B0B4WRPXN9。 - 表紙、巻頭特集[30]
- 『S Cawaii!』2022年11月号 特別版、主婦の友社、2022年9月16日。ASIN B0B92NWWH5。 - 表紙、特集[31]

### 漫画
- 原作：カバー、脚本：オムカレー、漫画：おかだアンミツ『ホロックスみーてぃんぐ』集英社、少年ジャンプ+、2022年11月[32]。

### ゲーム
- キュービックスターズ（2023年、鷹嶺ルイ[33]）
- 陰の実力者になりたくて！マスターオブガーデン（2024年、鷹嶺ルイ）[34]
2025年1月9日復刻（[鷹眼の大舞台]鷹嶺ルイ）[35]。
- 妖怪ウォッチ ぷにぷに（2025年3月1日 - 16日） - コラボイベント期間にゲーム内キャラクターとして追加[36]。

## タイアップ
- 2023年9月に天鷹酒造とコラボしたオリジナル蜂蜜酒『【九尾】Flora～Rosa～』を販売[37]。2023年11月にはアメリカで開催の世界最大級の蜂蜜酒専門コンクール『Mazer Cup International Mead Competition 2023』にて、『Experimental Mead-semi（実験的なミード：やや甘口）』部門にて第1位を受賞、及び全部門中1位となる最高賞『Best of Show-Mead』を日本初受賞している[38][39]。
- 『陰の実力者になりたくて！マスターオブガーデン』公式アンバサダー[40]。

## ディスコグラフィ
○出典：hololive（ホロライブ）公式サイト

### 鷹嶺ルイ
| 発売日         | タイトル     | 品番     | 出典   |
| -------------- | ------------ | -------- | ------ |
| 2022年6月22日  | オーバード   | CVRD-170 | [ 41 ] |
| 2022年11月28日 | TSUBASA      | CVRD-236 | [ 42 ] |
| 2023年6月12日  | ばかばっか   | CVRD-297 | [ 43 ] |
| 2023年6月12日  | FIRST CRY    | CVRD-298 | [ 44 ] |
| 2023年11月28日 | ホロホーク   | CVRD-362 | [ 45 ] |
| 2024年6月1日   | 魔眼ウインク | CVRD-426 | [ 46 ] |
| 2025年6月12日  | ZIG-ZAG      | CVRD-579 | [ 47 ] |

| 発売日        | タイトル  | 品番     | 出典   |
| ------------- | --------- | -------- | ------ |
| 2024年6月12日 | Liberty   | CVRD-434 | [ 48 ] |
| 2025年3月4日  | Lieblings | CVRD-542 | [ 49 ] |

### 秘密結社holoX
| 発売日         | タイトル                       | 品番     | 出典   |
| -------------- | ------------------------------ | -------- | ------ |
| 2022年12月5日  | 常夜リペイント                 | CVRD-240 | [ 50 ] |
| 2023年8月20日  | 迷宮なラビリンス               | CVRD-320 | [ 51 ] |
| 2023年12月3日  | 饗宴ソリダリティ〜SHAKE★NABE〜 | CVRD-369 | [ 52 ] |
| 2024年7月13日  | ちょ～ゆめドデッカい！         | CVRD-440 | [ 53 ] |
| 2024年11月19日 | 暁光クロニクル                 | CVRD-505 | [ 54 ] |

### hololive IDOL PROJECT
| 発売日        | タイトル                                            | 品番     | 出典   |
| ------------- | --------------------------------------------------- | -------- | ------ |
| 2022年8月19日 | 飛んでK！ホロライブサマー                           | CVRD-199 | [ 55 ] |
| 2022年8月22日 | ホロメン音頭                                        | CVRD-200 | [ 56 ] |
| 2024年3月15日 | ホロライブ言えるかな？hololive SUPER EXPO 2024 ver. | CVRD-406 | [ 57 ] |

### その他の参加楽曲
| 発売日        | タイトル        | アーティスト                                                                    | 品番       | 出典   |
| ------------- | --------------- | ------------------------------------------------------------------------------- | ---------- | ------ |
| 2023年8月21日 | HOLOTORI Dance! | HOLOTORI（Takanashi Kiara、Pavolia Reine、鷹嶺ルイ、大空スバル、Nanashi Mumei） | CVRD-321   | [ 58 ] |
| 2024年2月7日  | 水たまり        | Blue Journey                                                                    | UPCH-89552 | [ 59 ] |

| 発売日        | タイトル                     | アーティスト          | 品番       | 参加楽曲 | 出典          |
| ------------- | ---------------------------- | --------------------- | ---------- | --- | ------------- |
| 2023年3月15日 | holo*27 Originals Vol.1      | holo*27               | TFCC-86895 | Baby Don’t Stop（雪花ラミィ、鷹嶺ルイ）                                                                                    | [ 60 ]        |
| 2023年9月6日  | 夜明けのうた                 | Blue Journey          | UPCH-20658 | 泡沫（アキ・ローゼンタール、白上フブキ、鷹嶺ルイ） 夏を許せない（大神ミオ、猫又おかゆ、鷹嶺ルイ） 水たまり（Blue Journey） | [ 61 ] [ 62 ] |
| 2024年2月27日 | ほろはにヶ丘高校 -Originals- | hololive × HoneyWorks | HLP-10003  | アウトサイダー計画（ラプラス・ダークネス、鷹嶺ルイ、博衣こより、沙花叉クロヱ、風真いろは）                                 | [ 63 ] [ 64 ] |